# Domenica (film, 1952)
Pour les articles homonymes, voir Domenica.
Ne doit pas être confondu avec Domenica (film, 1993) ou Domenica (film, 2001).
Pour plus de détails, voir Fiche technique et Distribution.
Domenica est un film français réalisé par Maurice Cloche et sorti en 1952.

## Synopsis
La belle Domenica fait croire à un étudiant que son mari est un bandit corse, alors qu'il est instituteur.

## Fiche technique
- Réalisation : Maurice Cloche
- Scénario : Jacques Deval
- Dialogue : Maurice Cloche et Jacques Deval
- Production : Films Maurice Cloche
- Lieu de tournage : Corse
- Photographie : Nicolas Hayer
- Montage : Renée Gary
- Son : René Renault
- Musique : Marceau Van Hoorebecke
- Pays de production :  France
- Genre : Drame
- Durée : 97 minutes
- Date de sortie : 
  - France - 9 janvier 1952

## Distribution
- Odile Versois : Domenica Léandri
- Jean-Pierre Kérien : Giuseppe Léandri
- Albert Dinan : Carlo
- Alain Quercy : Patrice
- Janine Zorelli : La Colombani